# Višegradska Banja
Višegradska Banja je naseljeno mjesto u općini Višegrad, Republika Srpska, BiH.
U Višegradskoj Banji nalazi se balneološko lječilište, od općinskog središta Višegrada udaljeno oko pet kilometara. Koristi termomineralnu vodu, temperature 34,8 °C. Uz termomineralne izvore nalazi se hotel i rehabilitacijski centar Vilina Vlas, izgrađen 1982. godine.

## Stanovništvo
Nacionalni sastav stanovništva 1991. godine, bio je sljedeći:
| Narod     | Broj stanovnika |
| --------- | --------------- |
| Muslimani | 14              |
| Srbi      | 5               |
| Ukupno    | 19              |